# Aguada
Aguada ist eine Stadt im Westen Puerto Ricos.

## Geografie

### Geografische Lage
Aguada liegt an der Atlantik-Küste der Insel, westlich von Rincón, Aguadilla und Moca sowie nördlich von Anasco.

### Geologie
Die wichtigsten Flüsse sind Cañas, Culebra, Culebrinas, Grande, Guayabo, Ingenio und Madre Vieja.

### Stadtgliederung
Aguada erstreckt sich über 17 Stadtbezirke und das Stadtzentrum Aguada Pueblo.
| - Asomante - Atalaya - Carrizal - Cerro Gordo - Cruces - Espinar | - Guanábano - Guaniquilla - Guayabo - Jagüey - Laguna - Mal Paso | - Mamey - Marías - Naranjo - Piedras Blancas - Río Grande |

### Hymne
Die Hymne wurde von Rolando Acevedo Lorenzo verfasst.
Muchos siglos han pasado... ¡Por Aguada fue!

Terminando el Siglo Quince, en el noventa y trés.

¡Aquí fue! ¡Sí señor! ¡Aquí fue!

¡Noviembre diecinueve, por Aguada fue!

Por tus playas entró la Luz de Cristo Redentor.

Por tus playas llegó la Lengua del Conquistador.

Con la Cruz, del Señor el Amor;

y con el Castellano el verbo ardiente y creador.

Tienes la Ermita de Espinar, donde a los Frailes se inmoló,

teniendo así el honor de ser, primeros Mártires de Dios.

¡Y aquí fue; y así fue que surgió

el Génesis Isleño; Villa de Sotomayor!

Aguadilla, San Sebastián, Moca y el pueblo de Rincón;

¡tus hijos son!; ¡tus hijos son!

Por eso en la historia serás faro de luz, piedra angular

y en este cielo de Borinquen, con luz propia brillarás.

¡Y en este cielo de Borinquen, con luz propia brillarás!

## Kultur und Sehenswürdigkeiten

### Bauwerke
Die wichtigsten Sehenswürdigkeiten sind das in einem ehemaligen Bahn-Gebäude untergebrachte Aguada Museum, die Zuckerrohr-Raffinerie Coloso sowie La Cruz de Culebrinas, Hermitage del Pinar, Loma Linda Stables und San Francisco de Asís Parish.
Der Sendemast der Marinefunkstelle Aguada der US Navy ist mit einer Höhe von 367,3 Metern das höchste Bauwerk auf Puerto Rico.

### Naturdenkmäler
In Aguada kann man am Strand von Pico de Piedra flanieren.

### Regelmäßige Veranstaltungen
- Noche de San Juan Festival – Juni
- Chopa Festival – August
- Juey Festival – Oktober
- San Francisco de Asis Patron Festivities – Oktober
- Artesans Fair – November

## Persönlichkeiten

### Söhne und Töchter der Stadt
- Laura Agront (* 1965), Leichtathletin
- Ángel Luis Ríos Matos (* 1956), römisch-katholischer Geistlicher, Bischof von Mayagüez
- Raul Villanueva Torres, Pastor und Dichter
- Carlos Gonzalez, MD.
- Ismael Miranda (* 1950), Salsa-Sänger
- Juan B. Soto, Philosoph
- Juan B. Arrílloga Roqué, Politiker
- Victor Rivera
- Flores Negrón Rodriguez-Artesano
- Otilia Ruiz Perez-Artesana
- Negrón Family